# Testudo
Genre
Synonymes
- Chersine Merrem, 1820
- Chersus Wagler, 1830
- Peltastes Gray, 1869
- Testudinella Gray, 1870
- Peltonia Gray 1872
- Pseudotestudo Loveridge & Williams, 1957
- Agrionemys Khosatzky & Mlynarski, 1966
- Protestudo Chkhikvadze, 1970
- Furculachelys Highfield, 1990
- Eurotestudo 
Lapparent de Broin, Bour, Parham & Perälä, 2006

Testudo est un genre de tortues de la famille des Testudinidae.

## Répartition
Les cinq espèces de ce genre se rencontrent en Afrique du Nord, en Asie et en Europe.

## Description
Ce sont de petites tortues mesurant de 7 à 35 cm de long et pesant de 0,7 à 7 kg. Comme la plupart des tortues terrestres, elles sont herbivores.
Toutes ces espèces sont menacées de disparition à l'état sauvage, principalement en raison de la destruction de leur habitat. Elles font également l'objet de trafics à destination des particuliers, comme animal domestique (NAC).

## Liste des espèces
Selon TFTSG (28 juin 2011) :
- Testudo graeca Linnaeus, 1758 — Tortue grecque
- Testudo hermanni Gmelin, 1789 — Tortue d'Hermann
- Testudo horsfieldii Gray, 1844 — Tortue de Horsfield
- Testudo kleinmanni Lortet, 1883 — Tortue d'Égypte ou Tortue de Kleinmann
- Testudo marginata Schoepff, 1793 — Tortue bordée

et les espèces fossiles :
- †Testudo atlas (Falconer & Cautley, 1844)
- †Testudo bulcarica Amiranashvili, 2000
- †Testudo kenitrensis Gmira, 1993
- †Testudo marmorum Gaudry, 1862
- †Testudo semenensis Bergounioux, 1956

## Publication originale
- Linnaeus, 1758 : Systema naturae per regna tria naturae, secundum classes, ordines, genera, species, cum characteribus, differentiis, synonymis, locis, ed. 10 (texte intégral).